# Cathédrale de Monopoli
Pour les articles homonymes, voir Monopoli (homonymie).

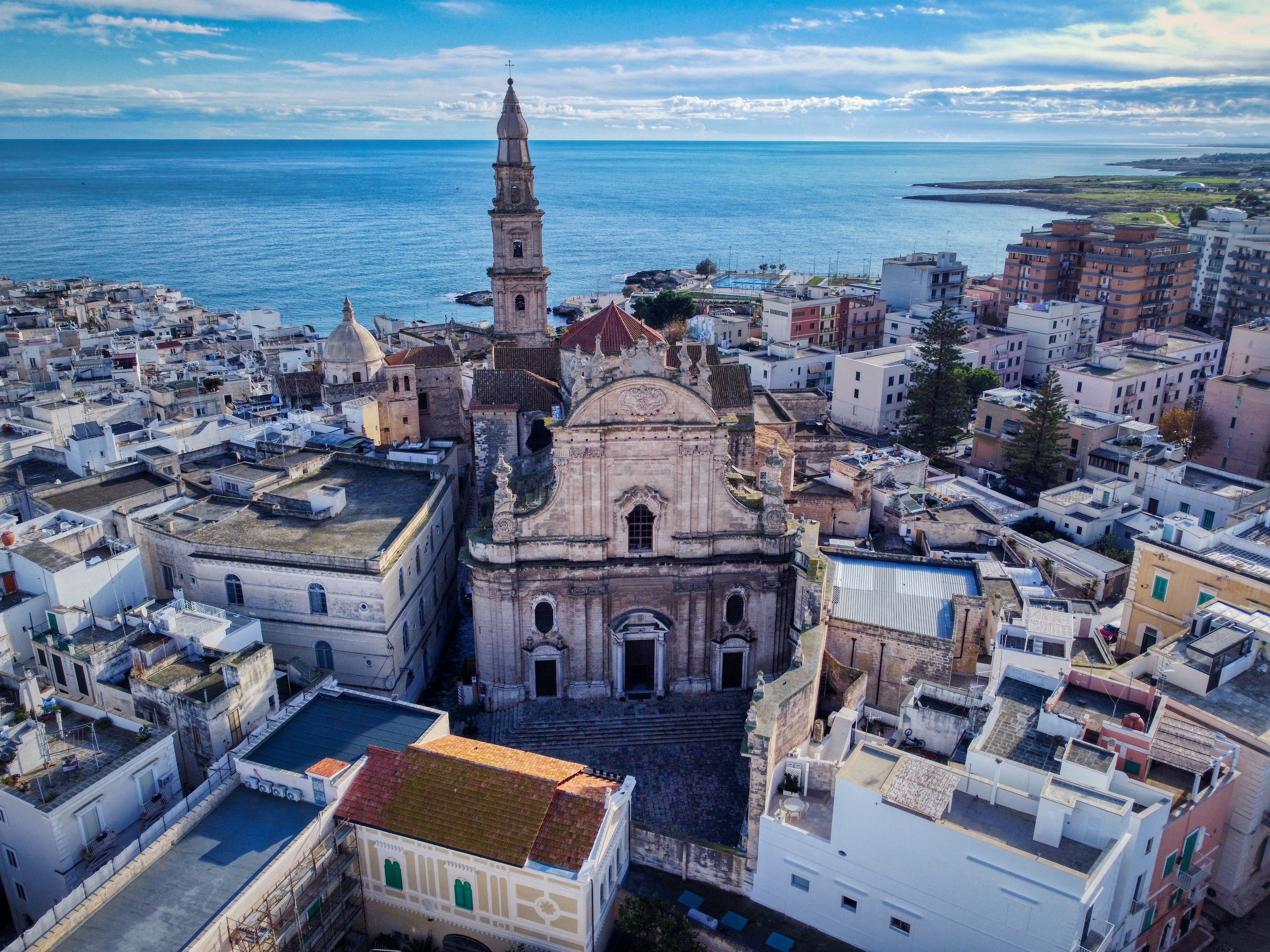
Cathédrale de Monopoli

La cathédrale de Monopoli est une église catholique romaine de Monopoli, en Italie. Elle est consacrée à la Vierge Marie sous le titre de Madonna della Madia, en référence à une icône s'y trouvant. Initialement siège du diocèse de Monopoli, elle est depuis 1986 la cocathédrale du diocèse de Conversano-Monopoli.
En 1921, elle a obtenu le statut de basilique mineure.

## Histoire
La cathédrale a été érigée à proximité d'un ancien temple romain et d'un site funéraire. Les travaux ont débuté en 1107 sous l'impulsion de l'archevêque Romualdo et avec le soutien du duc Robert de Hauteville. Toutefois, la légende locale veut que ceux-ci aient été interrompus faute de poutre disponible pour construire la toiture. En 1177, un miracle aurait eu lieu avec l'échouage dans le port d'un radeau transportant une icône de la Vierge. Les poutres du radeau auraient permis de construire le toit de la cathédrale.
La structure romane du bâtiment n'est achevé qu'en 1422, année de sa consécration. Deux des trois clochers sont endommagés en 1528 lors du siège de la ville par Alfonso d'Avalos. La dernière tour s'effondre en 1686, tuant quarante habitants. En 1693, un nouveau campanile est érigé.
En 1738, un don de l'évêque Giulio Sacchi permet une rénovation du bâtiment. L'ancien édifice est rasé et une nouvelle église commence à être construire en 1742 sous la direction de Pietro Magarelli et Michele Colangiuli. Le nouveau bâtiment de style néoclassique est terminé en 1772.
En 1921, la basilique obtient le statut de basilique mineure.
En 1986, la fusion des diocèses de Conversano et de Monopoli en font une cocathédrale.